# Allée couverte von Coat Luzuen

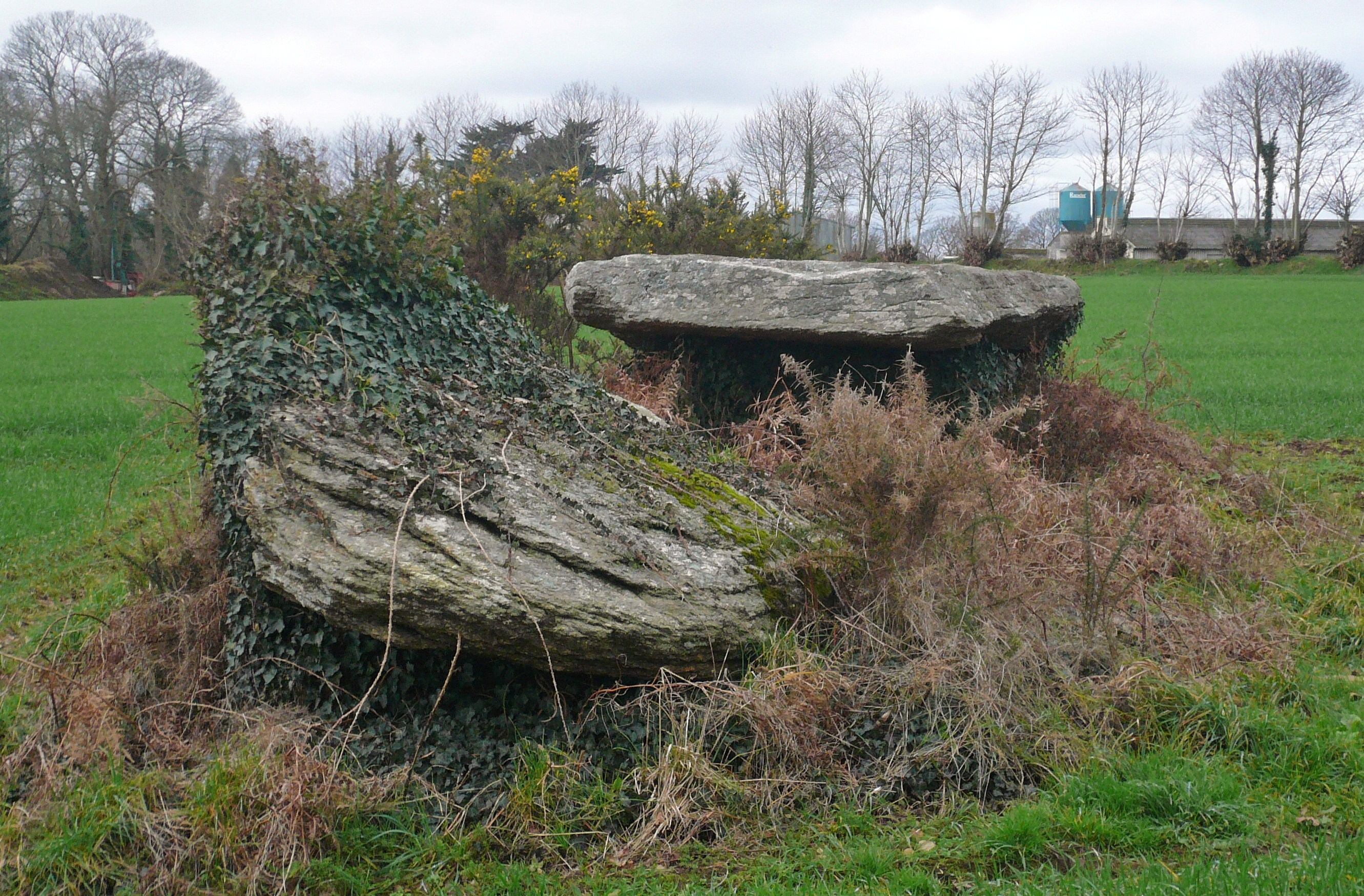
Allée couverte von Coat Luzuen

Die Allée couverte von Coat Luzuen (auch Allée couverte von Roussica genannt) liegt in einem Feld nordwestlich von Pont-Aven, bei Concarneau im Département Finistère in der Bretagne in Frankreich. 
Das Nordwest-Südost orientierte Galeriegrab besteht aus der auf acht Tragsteinen ruhenden, außen etwa 6,6 m, innen etwa 5,65 m langen V-förmigen Kammer. Sie variiert in der Innenbreite von 1,1 m am Gangende, auf 2,0 m und verengt sich wieder auf 1,9 m. Die Innenhöhe beträgt 1,1 bis 1,53 m. Der etwa 0,5 m starke große Deckstein liegt etwas schräg auf. 
Die Megalithanlage besteht aus zwei Teilen, was auf getrennte Denkmäler deutet. 
Vom kleineren Dolmen sind vier Tragsteine und ein etwa 3,7 × 2,6 m großer zerbrochener Deckstein mit einer Dicke von 25 bis 70 cm erhalten. Das Denkmal hat eine Höhe von 1,6 m. Die Kammer bildet ein Rechteck von 3,8 × 1,4 m und hat eine Innenhöhe von etwa 80 cm.
Beide Dolmen von Coat Luzuen wurden 1951 als Monument historique klassifiziert.
In der Nähe liegen die Anlage Ty Corriganet von Coat Menez Guen, die Allée couverte von Moulin René und der Dolmen von Cosquer (Melgven).